# سفارة زامبيا في السويد
سفارة زامبيا في السويد هي أرفع تمثيل دبلوماسي لدولة زامبيا لدى السويد. تقع السفارة في ستوكهولم وهي تهدف لتعزيز المصالح الزامبية في السويد.

## وصلات خارجية
- قائمة سفارات زامبيا
- قائمة السفارات في السويد